# Spermophorides mediterranea
Spermophorides mediterranea är en spindelart som först beskrevs av Senglet 1973.  Spermophorides mediterranea ingår i släktet Spermophorides och familjen dallerspindlar. Inga underarter finns listade i Catalogue of Life.